# 갯달팽이고둥상과
갯달팽이고둥상과(Philinoidea)는 바다 민달팽이 상과의 하나이다. 특히 머리가 덮여 있는 민달팽이로 두순류에 속하는 해양 복족류 연체동물이다.

## 형태
이 종을 일반적으로 작은 연체동물이며, 조가비 또는 아가미가 없다. 일부 관련 종들과는 달리, 내장 내용물이 몸의 나머지 부분과 따로 명확히 구별되지 않는다.

## 하위 과
2005년의 부쉐와 로크루아의 복족류 분류는 갯달팽이고둥상과를 아래와 같이 분류했다.
- 갯달팽이고둥상과 (Philinoidea)
  - 민챙이아재비과 (Aglajidae)
  - 둥근관고둥과 (Cylichnidae) - 이명: Tornatinidae
  - Gastropteridae
  - 갯달팽이고둥과 (Philinidae)
  - Philinoglossidae
  - Plusculidae
  - 쌀알고둥과 (Retusidae) - 이명: Volvulidae